# Hans Ulrich Dütsch
Hans Ulrich Dütsch (* 26. Oktober 1917; † 27. Dezember 2003 in Zürich; heimatberechtigt in Winterthur) war ein Schweizer Atmosphärenphysiker und Professor an der ETH Zürich.

## Leben
Hans Ulrich Dütsch besuchte das Gymnasium Winterthur und erwarb nach der Maturität zuerst die Lehrbefähigung als Primar- und Sekundarlehrer. Nach dem Diplom für das höhere Lehramt unterrichtete er Physik und Chemie am Lyceum Alpinum Zuoz. 1946 wechselte er als Hauptlehrer an die kantonale Oberrealschule in Zürich. 1952 und 1953 erhielt er einen Lehrauftrag an der Universität Zürich für seinen erkrankten Doktorvater F. W. Paul Götz. Nach 1950 verbrachte er 1962 ein weiteres Jahr in den USA am National Center for Atmospheric Research in Boulder (Colorado), wo er sich wieder der Ozonforschung zuwandte. Im Jahre 1965 wurde er als Professor für Atmosphärenphysik an die ETH Zürich berufen. Bis zu seiner Emeritierung im Jahr 1985 war er ordentlicher Professor für Physik der Atmosphäre und Vorsteher des Laboratoriums für Atmosphärenphysik.

## Forschung
In der Forschung haben ihm seine richtungsweisenden theoretischen und experimentellen Arbeiten, vor allem auf den Gebieten der Ozonphotochemie und der Zirkulation in der Stratosphäre, weltweite Anerkennung verschafft. Seine wissenschaftlichen Forschungsarbeiten über das atmosphärische Ozon hatten weltweite Ausstrahlung. Ihm ist zu verdanken, dass die weltlängste Reihe von Messungen des Gesamtozons, die sein Lehrer Götz in Arosa im Jahre 1926 begonnen hatte, weitergeführt wurde, wobei er sich nach seiner Emeritierung dafür einsetzte, dass die berühmten Ozonmessungen von Arosa und Payerne von Meteo Schweiz übernommen wurden.
1974 entdeckten Frank Sherwood Rowland und Mario J. Molina, dass Fluorchlorkohlenwasserstoffe (FCKW), die damals als Spraytriebgase weit verbreitet waren, den Ozonschild schädigen können. Dütsch, der sich als Atmosphärenphysiker in den früheren Jahren für die rein wissenschaftlichen Fragen des atmosphärischen Ozons interessiert hatte, stellte sich diesen neuen Herausforderungen und wurde auch Experte für die komplexen Zusammenhänge der atmosphärischen Spurengaskreisläufe, deren Störungen die anthropogene Bedrohung des Ozonschildes beschreiben. Als im Verlaufe der 1980er-Jahre in der Schweiz die bodennahe Luftverschmutzung ein wichtiges Thema wurde, beschäftigte sich Dütsch auch mit diesem Problemkreis.
In den Monatsrückblicken auf der Wetterseite erläuterte er für die Leser der Neuen Zürcher Zeitung in anschaulicher Weise die Zusammenhänge zwischen Luftverschmutzung und Meteorologie. In seinen Ausführungen in der Wetterrubrik, die «hd.» über fünf Jahrzehnte bis 2001 mitverfasste, gelang es ihm, das Wettergeschehen und die Prognosen in allgemein verständlicher Art zu kommentieren, was zeigt, dass Dütsch auch ein ausgezeichneter Meteorologe war.

## Publikationen (Auswahl)
- Photochemische Theorie des atmosphärischen Ozons unter Berücksichtigung von Nichtgleichgewichtszuständen und Luftbewegungen. Diss. Phil. II. Univ. Zürich, 1946.
- Ozon in der Atmosphäre. Gefährdet die Stratosphärenverschmutzung die Ozonschicht? In: Vierteljahrsschrift der Naturforschenden Gesellschaft in Zürich. Jg. 124, Beiheft 5, 1979 (online).